# Malese Jow
Elizabeth Melise Jow (Tulsa, 18 februari 1991), professioneel bekend als Malese Jow en Melise is een Amerikaans actrice, zangeres en songwriter. Haar bekendste rol is als Geena Fabiano in de televisieserie Unfabulous.

## Carrière
Jow speelde drie jaar, vanaf 2004, in Unfabulous, wat haar enkele nominaties heeft opgeleverd voor een Young Artist Award. Ze was ook te zien als gastspeler in Wizards of Waverly Place als Ruby Donahue, The Young and the Restless als Hannah en in iCarly als Miranda Cosgrove's lookalike in de aflevering "iLook Alike". Sinds 2010 is ze te zien als Anna(belle) in The Vampire Diaries.
In 2010 speelde ze in de televisieserie van Nickelodeon The Troop. Ze speelde hier de rol van Cadence Nash, een halfmonster in de serie. Ook voor Nickelodeon speelde ze in Big Time Rush.
In 2012 speelde ze in de film Shelter.

## Persoonlijk
Jows vader is Chinees en haar moeder is Cherokee.